# Julius Neßler
Julius Neßler (* 6. Juni 1827 in Kehl; † 19. März 1905 in Durlach) war ein deutscher Agrikulturchemiker.

## Leben und Wirken
Neßler, Sohn eines Konditors, war zunächst fast zehn Jahre lang als Apothekergehilfe tätig. Seit 1853 studierte er an der Universität Freiburg/Breisgau Pharmazie, an der seit 1853 Mitglied der Burschenschaft Teutonia Freiburg war. Er wurde 1856 als Assistent am Chemischen Laboratorium bei Carl Knies mit der Dissertation Über ein neues Reagens auf Ammoniak und freie fixe alkalische Erden, über das Verhalten von Jodquecksilber zu Ammoniak bzw. Über das Verhalten des Jodquecksilbers und der Quecksilberverbindungen überhaupt zu Ammoniak und über eine neue Reaction auf Ammoniak. promoviert Das später nach ihm benannte Neßler-Reagenz zum Nachweis von Ammoniak hat er erstmals in dieser Arbeit beschrieben.
Nach der Promotion arbeitete Neßler als Assistent einige Monate bei den Chemikern Lambert Heinrich von Babo und Robert Wilhelm Bunsen, ab 1857 als Chemiker in einer chemischen Fabrik bei Karlsruhe. In Zusammenarbeit mit der Großherzoglichen Zentralstelle für Landwirtschaft in Karlsruhe gründete Neßler 1859 in Karlsruhe eine landwirtschaftliche Versuchsstation, die 1863 als „Agrikultur-chemische Versuchsstation“ vom Staat übernommen wurde. 1870 wurde Neßler zum Vorstand dieser Versuchsstation ernannt. Diese Station, die seit 1890 die Bezeichnung „Landwirtschaftlich-chemische Versuchsanstalt Karlsruhe“ führte, hat Neßler bis zu seiner Pensionierung im Jahre 1901 erfolgreich geleitet und ihr ein weit über die Landesgrenzen Badens hinausgehendes hohes Ansehen verschafft.
Neßlers vorrangiges Forschungsinteresse galt dem Wein. Viele seiner in Fachzeitschriften publizierten experimentellen Arbeiten über Pflege, Düngung und Krankheiten des Weins sind von grundlegender Bedeutung. Er veröffentlichte mehrere, wiederholt aufgelegte Bücher über den Anbau dieser Kulturpflanze, über die Herstellung und Lagerung des Weins sowie über die Methoden der Weinanalyse. Auch über den Tabak hat er beachtenswerte Beiträge publiziert. Ein besonderes Anliegen war es für ihn, durch Vorträge die Ergebnisse wissenschaftlicher Forschung den Landwirten allgemeinverständlich darzustellen. Diesem Ziel dienten auch zwei von ihm verfasste Lehrbücher für Landwirtschaftsschulen und zum Selbstunterricht.
Julius Neßler war für die Nationalliberale Partei von 1871 bis 1874 Mitglied der Zweiten Kammer der Badischen Ständeversammlung. Dieses Landtagsmandat erlangte er im Wahlbezirk des Amtes Karlsruhe. Außerdem war er viele Jahre als Stadtverordneter und Mitglied des Ortsgesundheitsrates tätig.
Der Neßler-Zylinder wurde nach ihm benannt.

## Ehrungen
Für seine Verdienste um die Landwirtschaft wurde Neßler vielfach geehrt. 1870 erhielt er den Professorentitel, 1879 erfolgte seine Ernennung zum Hofrat und 1889 zum Geheimen Hofrat. Außerdem war er Träger hoher Orden und Ehrenmitglied in führenden landwirtschaftlichen Vereinen, seit 1901 auch im Deutschen Weinbauverein. Weitere Ehrungen waren:
- 1871: Kommandeur 1. Klasse des Ordens vom Zähringer Löwen, seit 1986 mit Eichenlaub,
- 1873: Österreichischer Franz-Josefs-Orden,
- 1901: Orden Bertholds des Ersten.

## Hauptwerke
- Der Wein, seine Bestandtheile und seine Behandlung, nebst Anhang über Düngung der Reben und über Untersuchungsmethoden der Weine. Karlsruhe 1865; 2. Aufl., 1866; 3. Aufl., 1878; 4. Aufl., 1885; 5. Aufl., 1889; 6. Aufl., 1894, 7. Aufl., 1898 (unterschiedliche Titel und verschiedene Verlagsorte).
- Der Tabak, seine Bestandtheile und seine Behandlung. Verlag Schneider Mannheim 1867.
- Die Behandlung des Weines, insbesondere auch Verhütung und Beseitigung von Weinkrankheiten in vier gemeinverfaßlichen Vorträgen. Verlag Eugen Ulmer Stuttgart 1872; 2. Aufl., 1873; 3. Aufl., 1878; ab 4. Aufl., 1885 unter dem Titel Die Bereitung, Pflege und Untersuchung des Weines besonders für Winzer, Weinhändler und Wirte; 5. Aufl., 1889; 6. Aufl., 1894; 7. Aufl., 1898; (8. Aufl., 1908; 9. Aufl., 1930).
- Naturwissenschaftlicher Leitfaden für Landwirthe und Gärtner. Zum Gebrauch an Landwirthschaftsschulen, sowie zum Selbstunterricht bearbeitet. Verlag Parey, Berlin 1880; 2. Aufl., 1888; 3. Aufl., 1896.
- Düngerlehre für Landwirtschafts- und ländliche Fortbildungsschulen, sowie zum Selbstunterricht. Verlag Konkordia Bühl 1897.